# Gerry Geran
Pierce George "Gerry" Geran (Holyoke, Massachusetts, 3 d'agost de 1896 - Brooklyn, Nova York, 8 de setembre de 1981) va ser un jugador d'hoquei sobre gel estatunidenc que va competir a començaments del segle xx.
Geran va ser el primer jugador dels Estats Units a jugar en la National Hockey League, a l'equip dels Montreal Wanderers en la temporada inaugural de la NHL, el 1917-18. Va jugar en quatre dels sis partits dels Wanderers. El 1920 va prendre part en els Jocs Olímpics d'Anvers. En ells guanyà la medalla de plata en la competició d'hoquei sobre gel, després de perdre la final contra la selecció del Canadà. Geran no va tornar a jugar a la NHL fins a la temporada 1925-26, quan ho va fer amb el Boston Bruins.